# کوشیما، میازاکی
کوشیما شهری است در کشور ژاپن. این شهر در استان میازاکی و در جزیره کیوشو قرار گرفته است.
جمعیت این شهر در سال ۲۰۰۳ میلادی برابر ۲۲۰۰۰ نفر برآورد شده است .